# Noel Mills
Noel Edward Mills (13. januar 1944 - 8. december 2004) var en newzealandsk roer fra Auckland.
Mills vandt en sølvmedalje i firer uden styrmand ved OL 1972 i München. Dudley Storey, Ross Collinge og Dick Tonks udgjorde bådens øvrige besætning. I finalen blev den newzealandske båd besejret af Østtyskland, der vandt guld, mens Vesttyskland fik bronze. Det var det eneste OL, Tonks deltog i.
Mills vandt desuden en VM-bronzemedalje i otter ved VM 1978 i New Zealand.

## OL-medaljer
- 1972:  Sølv i firer uden styrmand